# شهرستان لمی (آیداهو)
شهرستان لمی، آیداهو (به انگلیسی: Lemhi County, Idaho) یک سکونتگاه مسکونی در ایالات متحده آمریکا است که در آیداهو واقع شده‌است.

## خصوصیات
شهرستان لمی ۱۱٬۸۳۳٫۷۲ کیلومترمربع مساحت دارد.